# 日本バイオベンチャー大賞
日本バイオベンチャー大賞（にほんバイオベンチャーたいしょう）は、日本の産業振興に寄与することを目的に、フジサンケイ ビジネスアイ紙がインパクトのある新事業を創出したバイオベンチャー企業を表彰する賞。
2017年3月の贈賞式を最後に実施されていない。

## 歴代受賞者

### 2002年（第1回）
- 日本バイオベンチャー大賞: アンジェスMG株式会社
- 経済産業大臣賞: バイオ・エナジー株式会社
- 文部科学大臣賞: 株式会社トランスジェニック
- バイオインダストリー協会会長賞: 株式会社ニッポンジーンテク
- 日本工業新聞社賞: 株式会社ジュオン
- 近畿バイオインダストリー振興会議賞: 株式会社ファーマフーズ
- 大阪科学機器協会賞: 安井器械株式会社
- 特別功労賞: 株式会社林原生物化学研究所

### 2003年（第2回）
- 日本バイオベンチャー大賞: 株式会社総合医科学研究所
- 経済産業大臣賞: セレスター・レキシコ・サイエンシズ株式会社
- 文部科学大臣賞: 株式会社ジェネティックラボ
- バイオインダストリー協会会長賞: 株式会社ジーンケア研究所
- 日本工業新聞社賞: クラスターテクノロジー株式会社
- 近畿バイオインダストリー振興会議賞: 株式会社サンルイ・インターナショナル
- 大阪科学機器協会賞: 北海道システム・サイエンス株式会社
- 日本工業新聞社創刊70周年特別賞:株式会社ＬＴＴバイオファーマ

### 2004年（第3回）
- 日本バイオベンチャー大賞: 該当者なし
- 経済産業大臣賞: バイオニクス株式会社
- 文部科学大臣賞: 株式会社メディカル・プロテオスコープ
- バイオインダストリー協会会長賞: ネイチャーテクノロジー株式会社
- フジサンケイ ビジネスアイ賞: 株式会社東洋新薬
- 近畿バイオインダストリー振興会議賞: ネオケミア株式会社
- 大阪科学機器協会賞: 株式会社京都モノテック

### 2005年（第4回）
- 日本バイオベンチャー大賞: 株式会社ジャパン・ティッシュ・エンジニアリング
- 経済産業大臣賞: 株式会社ジーンデザイン
- 文部科学大臣賞: 株式会社ビークル
- バイオインダストリー協会会長賞: 日生バイオ株式会社
- フジサンケイ ビジネスアイ賞: 株式会社シーテック
- 近畿バイオインダストリー振興会議賞: 株式会社フェニックスバイオ
- 大阪科学機器協会賞: ブレインビジョン株式会社

### 2007年（第5回）
- 日本バイオベンチャー大賞: 株式会社ホソカワ粉体技術研究所
- 経済産業大臣賞: ジェノミディア株式会社
- 文部科学大臣賞: オンコリスバイオファーマ株式会社
- バイオインダストリー協会会長賞: ディナペック株式会社
- フジサンケイ ビジネスアイ賞: メビオール株式会社
- 近畿バイオインダストリー振興会議賞: アルブラスト株式会社
- 大阪科学機器協会賞: 株式会社創晶

### 2009年（第6回）
- 日本バイオベンチャー大賞: クリングルファーマ株式会社
- 経済産業大臣賞: ワイズセラピューティックス株式会社
- 文部科学大臣賞: 株式会社カイオム・バイオサイエンス
- バイオインダストリー協会会長賞: 株式会社ナノエッグ
- フジサンケイ ビジネスアイ賞: リジェンティス株式会社
- 近畿バイオインダストリー振興会議賞: バイオ21株式会社
- 大阪科学機器協会賞: 株式会社ダナフォーム

### 2012年（第7回）
- 日本バイオベンチャー大賞: プレシジョン・システム・サイエンス株式会社
- 経済産業大臣賞: テラ株式会社
- 文部科学大臣賞:株式会社:スリー・ディー・マトリックス
- バイオインダストリー協会会長賞:株式会社リプロセル
- フジサンケイ ビジネスアイ賞:オーストリッチファーマ株式会社
- フジサンケイ ビジネスアイ賞:ナント種苗株式会社

### 2013年（第8回）
- 日本バイオベンチャー大賞: ペプチドリーム株式会社
- バイオインダストリー協会会長賞: オーピーバイオファクトリー株式会社
- フジサンケイ ビジネスアイ賞: 株式会社ワイズ
- 審査員特別賞: 株式会社アールテック・ウエノ

### 2015年（第9回）
- 日本バイオベンチャー大賞:ヒューマン・メタボローム・テクノロジーズ株式会社
- 経済産業大臣賞: iHeart Japan株式会社
- 文部科学大臣賞: クオンタムバイオシステムズ株式会社
- バイオインダストリー協会会長賞: 株式会社ユーグレナ
- フジサンケイ ビジネスアイ賞: アキュセラ・インク
- 大学発バイオベンチャー協会賞: 株式会社リボミック
- 日本ベンチャー学会賞: ノーベルファーマ株式会社
- 日本バイオベンチャー奨励賞: 株式会社ライトニックス

### 2017年（第10回）
- 日本バイオベンチャー大賞:サンバイオ株式会社
- 経済産業大臣賞: SBIファーマ株式会社
- 文部科学大臣賞: 株式会社ファンペップ
- バイオインダストリー協会会長賞: ナノキャリア株式会社
- 近畿バイオインダストリー振興会議賞: エコサイクル株式会社
- 日本ベンチャー学会賞: 株式会社ジーンクエスト
- 大学発バイオベンチャー協会賞: IDACセラノスティクス株式会社
- フジサンケイ ビジネスアイ賞: コスメディ製薬株式会社
- 日本バイオベンチャー奨励賞: 株式会社J-ARM、株式会社遺伝子治療研究所、パトコア株式会社